# Iakovos Tsakalidis
Iakovos "Jake" Tsakalidis (grekiska: Ιάκωβος Τσακαλίδης), född 10 juni 1979 i Rustavi i Georgien, är en georgisk-grekisk före detta basketspelare.
Iakovos Tsakalidis har både grekiskt och georgiskt medborgarskap. Han föddes i Georgien men växte upp och blev framgångsrik i Grekland. Tsakalidis inledde karriären i AEK Aten och draftades år 2000. Han kom då till Phoenix Suns där han spelade i tre år. Därefter spelade han i ytterligare två amerikanska klubbar innan han år 2007 flyttade hem till Grekland och avslutade karriären i Olympiacos.